# Haddowia neurospora
Haddowia neurospora är en svampart som först beskrevs av J.S. Furtado, och fick sitt nu gällande namn av Alcides Ribeiro Teixeira 1992. Haddowia neurospora ingår i släktet Haddowia och familjen Ganodermataceae.   Inga underarter finns listade i Catalogue of Life.